# 霍恩博斯特爾-薩克斯分類法
霍恩博斯特爾-薩克斯分類法（Hornbostel-Sachs，簡稱H-S分類法）是一種系統式的樂器分類法，由研究音樂學的德國學者薩克斯及研究民族音樂學的奧地利學者霍恩博斯特爾所創立，1914年於《民族學雜誌》（德語：Zeitschrift für Ethnologie）中首先發表，不過要等待至1961年才被翻譯成英文，於音樂期刊Galpin Society Journal刊載。現時此方法已廣泛應用於民族音樂學和樂器學上。2011年7月，透過「網上國際樂器博物館」的協助，進行了最新一次的版本更新。
薩克斯與霍恩博斯特爾以19世紀於布魯塞爾音樂學院任職樂器館長的维克托-夏尔·马永的想法為藍本。馬永把樂器按它們的發聲體分為四大類：氣柱、弦線、膜及樂器自身。不過，馬永本身不想將這個系統弄得太複雜，因此只限於在歐洲找到的樂器為主，薩克斯與霍恩博斯特爾則認為馬永的構想可以擴展至世界上的所有樂器，因而開展了這個大規模的計劃。
H-S分類法參照了杜威圖書分類法的模式，將樂器分為五大類，並且再細分為多個子類及分類，整個系統共涵蓋超過300個分類。

## 分類

### 體鳴樂器（1）
- 由乐器本身固体振动的发声法，包括棒振动、板振动等。
  - 11 击奏体鸣乐器
    - 111 直接擊奏
      - 111.1互击
        - 111.11互击棒(拍子木。越南、印尼)
        - 111.12互击板(笏、板、拍板)
        - 111.13互击槽
        - 111.14互击容器
          - 111.141响板类(响板)
          - 111.142铙、钹类(铙、钹)

      - 111.2单击
        - 111.21单击棒
          - 111.211单式单击棒(三角铁)
          - 111.212复式单击棒(木琴、钢板琴)

        - 111.22单击板
          - 111.221单式单击板(木铎、鱼板、特磬)
          - 111.222复式单击板(编磬、钟琴)

        - 111.23单击管
          - 111.231单式单击管(新几内亚)
          - 111.232复式单击管(管钟琴)

        - 111.24单击容器
          - 111.241锣
            - 111.241.1单式锣(锣、钲、大抄锣)
            - 111.241.2复式锣(云锣、排锣)

          - 111.242钟或铃
            - 111.242.1单式钟
              - 111.242.11单式置钟(库农、罄)
              - 111.242.12单式悬钟
                - 111.242.121槌击式悬钟或铃(特钟、梵钟、半钟)
                - 111.242.122舌振式悬钟或铃

            - 111.242.2复式钟
              - 111.242.21复式置钟
              - 111.242.22复式悬钟
                - 111.242.221槌击式悬钟(编钟)
                - 111.242.222舌振式悬钟(组钟carillon)

    - 112 间接击奏

  - 12 拨奏体鸣乐器
    - 121框状拨奏体鸣乐器
      - 121.1克里克里
      - 121.2口弦
        - 121.21切取舌式口弦：如竹口簧
        - 121.22镶置舌式口弦：如马蹄形口弦

    - 122板状或梳状拨奏体鸣乐器

  - 13 擦奏体鸣乐器：如釘琴
  - 14 吹奏体鸣乐器

### 膜鳴樂器（2）
- 聲音由緊繃的膜發出，包括各式種類的鼓。
  - 21 弹拨膜鸣乐器
  - 22 摘奏膜鸣乐器（最新版本下22子類已不使用）
  - 23 擦奏膜鸣乐器
  - 24 吹奏膜鸣乐器：如卡祖笛。

### 弦鳴樂器（3）
- 由弦線的震動而產生聲音的，包括弦樂器和部分鍵盤樂器。
  - 31 主要以弦發聲，如鋼琴、古箏。
  - 32 複合弦鳴樂器：除了弦之外，另有音箱、電子放大器等共鳴器，如吉他、小提琴、豎琴、西塔琴等

### 氣鳴樂器（4）
- 單純以空氣的震動來發聲，大部份管樂器都歸入此類，另有小部份借助風的流動而發聲的敲擊樂器也屬於這類。
  - 41 空氣自由流動，如鞭、牛吼器（英语：Bullroarer）
  - 42 空氣在特定的空間內，包涵所有的管樂器。如長笛、法國號、口琴等，海螺也算作此類。

### 電鳴樂器（5）
- 借助電源而獲得能量發聲的，都歸入此，是薩克斯於1940年代才新加入的類別。
  - 51 有以電子控制的操作，例如有以電子控制活門的開關
  - 52 有電子放大器者，例如1931年製造的Neo-Bechstein鋼琴，裝有18個咪高峰
  - 53 以電子方式產生聲音者，例如特雷門
  - 54 數碼制式產生聲音者
  - 55 模擬／數碼混合方式產生聲音者
  - 56 軟件

有些研究者如Margaret Kartomi和Ellingson（PhD dissertation, 1979, p. 544）認為，只有53一類才真正獨立於其他4類。

## 例子舉隅
以自然小號為例子：
- 4 – 氣鳴樂器
- 42 – 空氣的震動限於樂器內
- 423 – 演奏者以咀唇直接令空氣震動（異於震動簧片的單簧管、或將空氣吹入樂器內的長笛）
- 423.1 – 演奏者只靠咀唇的活動去改變音高（即沒有附加閥門或按鍵改變音高）
- 423.12 – 圓筒型樂器（有別於海螺般尖筒形的外形）
- 423.121 – 從尾部吹氣
- 423.121.2 – 曲管形
- 423.121.22 – 附有吹咀（英语：Mouthpiece (brass)）

因此自然小號於H-S分類法中的編號為423.121.22。要留意的是同一個編號下可包涵多於一種樂器，因此並不是唯一性的，正如423.121.22同樣可以適用於魯爾號，一種可追溯至青铜时代的原始樂器。

## 外部連結
- 網上霍恩博斯特爾-薩克斯分類法查閱，歐洲網上樂器博物館。